# 찰스 샤이어
찰스 샤이어(Charles Shyer, 1941년 10월 11일 ~ 2024년 12월 27일)는 미국의 영화 감독이다.